# 24hodinový zpravodajský cyklus
24hodinový zpravodajský cyklus je pojem, který se vžil v mediálním prostředí po 1. červnu 1980, kdy CNN jako první na světě spustila 24hodinové televizní vysílání. Rychlý životní styl života přinesl si nepřetržité informování o světě skrze všechny dostupné prostředky. Kromě televizního zpravodajství funguje nepřetržité zpravodajství skrze rozhlas a internet. U rozhlasu fungovalo již desítky let dříve, avšak rozmach nepřetržitého zpravodajství přišel až s příchodem televizních kanálů zaměřených přímo na zpravodajství. Rozsáhlé zdroje zpráv dostupné v posledních desetiletích zvýšily konkurenci o pozornost publika a inzerentů, což přimělo poskytovatele médií k poskytování nejnovějších zpráv co nejpřesvědčivějším a nejrychlejším způsobem, aby zůstali před konkurencí a měli větší pozornost publika.
24hodinový zpravodajský cyklus přinesl i nový formát zpráv, který může být průběžně reportován, prvně je informace o události, že se děje, následně jsou přidávány vyjádření účastníků, odborníků či institucí, zprávy jsou dále obohacovány o aktuální informace a vývoj události. Snaha o rychlý přenos informací k publiku vede větší chybovosti a menší snaze o ověřování informací, jelikož snaha o ověření zdržuje proces před možností publikace informace, což muže vést k tomu, že konkurence vydá informace dříve a publikum se přemístí jinam. Pro rychlý přenos informací není možnost zasvětit publikum do kontextu a tak může vznikat jak úmyslná, tak neúmyslná manipulace publika kvůli předávání zavádějících informací. Tak vzniká cyklus, kdy se mediální instituce předhánějí v publikování informací jako první, aby nepřišli o publikum a následně o inzerenty.